# Obertannendorf
Obertannendorf ist ein Ortsteil der Stadt Greiz im Landkreis Greiz in Thüringen. Lokal ist die Siedlungslage unter dem Namen Hasental bekannt, obwohl dieses eigentlich weiter südlich und Obertannendorf auf einer Höhe liegt.

## Lage
Obertannendorf ist südwestlich von Greiz und nordöstlich von Obergrochlitz lokalisiert. Der Ort liegt über dem Tal der Weißen Elster und ist über die Stadt hinweg zu sehen. Im Norden liegt der Tempelwald mit dem namensgebenden Gasparinentempel. Die südliche Begrenzung bildet das Hasental mit Untertannendorf.

## Geschichte
Das Tannendorf entstand gegen Ende des 18. Jahrhunderts, nachdem Flächen an der Straße zwischen Obergrochlitz und Greiz als Baugrundstücke verkauft wurden. Dieses heutige Untertannendorf umfasste auch das Gebiet des später entstandenen Obertannendorf und wurde 1856 nach Greiz eingemeindet. Eine größere Bedeutung erhielt Obertannendorf erst in der Neubauphase der DDR, in der 220 Wohnungen in Plattenbauweise entstanden. Der Ort umfasst weiterhin zahlreiche Doppelhäuser.
Seit wann der Name Hasental synonym für den Ort verwendet wird, ist nicht bekannt. Er wird jedoch beispielsweise auch im Stadtentwicklungskonzept der Stadt Greiz genutzt. Dabei wird Untertannendorf lediglich als Tannendorf bezeichnet.

## Verkehr
Der Ort ist mit lediglich einer befestigten Straße an das überörtliche Straßennetz angebunden. Diese führt aus dem Tal heraus durch den Ort bis zum Sportplatz Tempelwald. Ein Feldweg verbindet Obertannendorf zudem mit dem Schleußengut. Fußwege führen zum zur Greizer Neustadt zählenden Salzweg sowie nach Obergrochlitz.
Der Öffentliche Personennahverkehr wird durch die PRG Greiz mit der Linie 12 abgedeckt. Diese verbindet den Ort in der Woche stündlich und am Wochenende zweistündlich mit Greiz.